# بولينا بيريزينا
بولينا بيريزينا كسينوفونتوفا (من مواليد 5 ديسمبر 1997) هي لاعبة جمباز إيقاعية إسبانية روسية المولد. هي بطلة شاملة خمس مرات (2017 ، 2018 ، 2020 ، 2021 ، 2022) في بطولة الجمباز الإيقاعي الإسبانية.

## حياتها الشخصية
حصلت على جنسيتها الإسبانية في عام 2014، مما مكنها من المنافسة ضمن المنتخب الإسباني. درست في مجال الاتصالات السمعية والبصرية في جامعة سان أنطونيو دي مورسيا الكاثوليكية في مورسيا عام 2022. تتقن اللغات الروسية والإسبانية والإنجليزية. لديها أخت أكبر تعمل في مجال السينما والموسيقى في موسكو.

## روابط خارجية
- بولينا بيريزينا في الاتحاد الدولي للجمباز